# Gare de Comines (Franciaország)
Gare de Comines vasútállomás Franciaországban, Comines településen.

## Vasútvonalak
Az állomást az alábbi vasútvonalak érintik:
- La Madeleine-Comines-France-vasútvonal

## Kapcsolódó állomások
A vasútállomáshoz az alábbi állomások vannak a legközelebb:
- Gare de Sainte-Marguerite